# 錫德 (北卡羅萊納州)
錫德（英語：Cid）是位於美國北卡羅萊納州戴維森縣的非建制地區。

## 歷史
錫德的郵局於1883年設立，其後於1942年停運。

## 地理
錫德所處的海拔為高於海平面228米（即748英呎），而該地所採用的時區為UTC-5，即北美东部时区（EST）。同時該地設有夏令時間，為UTC-5調快一小時，即UTC-4（EDT）。